# 小行星9544
小行星9544（英語：9544 Scottbirney）是一颗围绕太阳公转的小行星。1984年3月1日，愛德華·鮑威爾在可可尼诺县发现了此天体。
这颗小行星的绝对星等为118.1735746866335等。